# ELLIS
ELLIS （エリ）は、日本の音楽ユニット。

## メンバー
- elli（コンドウ エリ）　ヴォーカル・作詞担当
- 近藤洋史（コンドウ ヒロシ）　ベース・作曲・編曲担当

## 来歴
1988年、井本えりこ、近藤洋史の二人で前身グループ「LUKA」を結成。各地でライブ活動を始める。
翌1989年、音楽プロデューサーに森園勝敏（四人囃子）を迎えて1990年4月25日シングル『TOMORROW』でポリスターよりデビュー。その際に、ユニット名を「ELLIS」に改名する。
1991年、『千の夜と一つの朝』がフジテレビ系列ウッチャンナンチャンのやるならやらねば!のエンディングテーマとなる。
8年間にわたり9枚のシングル 、6枚のオリジナル・アルバムと2枚のベスト・アルバムを発表、活動を休止する。
活動休止後、井本は近藤のプロデュースの下、Elli & Petz Gelato（エリ アンド ペッツジェラート）としてソロ活動を始めた。

## ディスコグラフィ

### シングル
|     | 発売日         | タイトル                                | 規格品番  | カップリング曲         | 備考                           |
| --- | -------------- | --------------------------------------- | --------- | ---------------------- | ------------------------------ |
| 1st | 1990年4月25日  | TOMORROW                                | PSDR-1004 | ピアスの勇気           |                                |
| 2nd | 1990年10月25日 | ハートじかけの未来                      | PSDR-1013 | Seed of Love           |                                |
| 3rd | 1991年10月1日  | 千の夜と一つの朝                        | PSDR-1118 | うしろから抱きしめて   | オリコン最高17位、登場回数28回 |
| 4th | 1992年3月25日  | 瞳で話しかけないで                      | PSDR-3008 | あなたがそこにいるから | オリコン最高48位、登場回数5回  |
| 5th | 1992年9月26日  | 何もしてあげられない                    | PSDR-3015 | if                     |                                |
| 6th | 1993年4月25日  | この大きな空に見守られて                | PSDR-5003 | もう行かなきゃ         |                                |
| 7th | 1993年10月25日 | 何もしてあげられない～melting version～ | PSDR-5029 | 一滴の青いTokyo        |                                |
| 8th | 1994年7月25日  | シャボン玉が空にとけてゆくように        | PSDR-5071 | 4 SUMMERS              |                                |
| 9th | 1995年6月25日  | precious morning                        | PSDR-5213 | euphoria               |                                |

### アルバム
1. LOVE IS HERE（1990年11月25日 PSCR-1015）
2. 1991.11.21 MEMORY きっと、せつない（1991年11月21日 PSCR-1037）
3. FRAGILE（1992年9月26日 PSCR-1059）
4. キスまでの1cm / 1cm FROM KISS（1993年4月25日 PSCR-5003）
5. トルネード（1993年11月26日 PSCR-5063）
6. LOVE 100%（1994年11月2日 PSCR-5331）
7. Ellis Ballade Selection ～瞬きの見える距離で～（1996年6月26日 PSCR-5496）
8. ハートには逆らえない（1998年6月24日 MLCN-3001）ライブ・アルバム

### その他
- LOVE IS HERE c/w 1cm FROM KISS（1996年12月21日 PSCR-5564/5） 2 in 1シリーズ（期間限定発売）
- ELLIS GOODIESシリーズ ― ベスト・セレクション （2001年12月19日 PSCR-8001）廉価版

## タイアップ一覧
| 使用年 | 曲名                                     | タイアップ                                                                |
| ------ | ---------------------------------------- | ------------------------------------------------------------------------- |
| 1990年 | SEED OF LOVE                             | ゼビオ「フレッシャーズ・セール」CMソング                                  |
| 1991年 | 千の夜と一つの朝                         | フジテレビ系『ウッチャンナンチャンのやるならやらねば!』エンディングテーマ |
| 1992年 | 瞳で話しかけないで                       | テレビ朝日系『ビートたけしのTVタックル』エンディングテーマ                |
| 1992年 | あなたがそこにいるから ～Don't let Me go | テレビ朝日系『OH!エルくらぶ』エンディングテーマ                           |
| 1993年 | この大きな空に見守られて                 | テレビ朝日系『邦子がタッチ!』エンディングテーマ                           |
| 1993年 | この大きな空に見守られて                 | 福島県「うつくしま、ふくしま。」CMソング                                  |
| 1993年 | 何もしてあげられない～melting version～  | テレビ朝日系『ウィークエンドライブ 週刊地球TV』エンディングテーマ         |
| 1995年 | euphoria                                 | テレビ東京系『住宅バラエティー 我が家・大作戦!』エンディングテーマ        |